# پدرو دوهارت
پدرو دوهارت (انگلیسی: Pedro Duhart; ۵ آوریل ۱۹۰۹ – ۳۰ نوامبر ۱۹۵۵) بازیکن فوتبال اهل فرانسه بود.
از باشگاه‌هایی که در آن بازی کرده‌است می‌توان به باشگاه فوتبال ناسیونال اروگوئه، تیم ملی فوتبال فرانسه، سوشو ، و تیم ملی فوتبال اروگوئه اشاره کرد.
وی همچنین در تیم‌های ملی فوتبال Uruguay France بازی کرده‌است.